# 이용택 (1898년)
이용택(李瑢澤, 1898년 2월 26일 ~ 1992년 5월 29일)은 前 대한민국 행정관료이다.

## 생애
전라북도 옥구군의 부농 집안에서 출생하였으며 지난날 전라북도 군산시에서 잠시 유아기를 보낸 적이 있는 그는 일제강점기 전라북도 순창군수 직책을 지냈으며 광복과 정부 수립 후 1949년 민주국민당 행정자치위원 직위를 잠시 지냈으며 민주국민당에서 탈당하고 난 훗날 1960년 두 달 간 전라북도 도지사 직책을 잠시 지냈다.
1990년 이후 2년간 와병을 한 그는 1992년 하세하였다. 사후에 그는 2002년 이후 친일인명사전 등재자이기도 하다.